# 임펠리테리
임펠리테리(Impellitteri)는 1987년, 기타리스트 크리스 임펠리테리(Chris Impellitteri)가 미국 로스앤젤레스에서 결성하여 리드하고 있는 헤비 메탈 밴드이다. 활동 시작 때부터 밴드는 크리스 임펠리테리의 빠르고 화려한 기타 속주로 인해 많은 평론가들과 팬들로부터 좋은 평가를 받고 있다. 임펠리테리는 또 다른 속주 기타리스트인 잉베이 맘스틴과 자주 비교되기도 하지만 현재는 본인만의 독자적인 영역을 구축하고 있다.
임펠리테리 라인업에서 보컬 및 드럼이 현재까지 자주 바뀌었으며 특히 세 명의 리드 싱어 - 랍 록, 그래험 보넷, 커티스 스켈턴 - 를 거쳤다. 가장 최근의 앨범은 랍 록이 복귀 후 두번째로 발표한 2015년의 Venom 앨범이다.

## 역사
크리스 임펠리테리는 캘리포니아 로스앤젤레스에서 보컬 랍 록과 함께 임펠리테리를 결성, 1987년에 4곡인 담긴 EP Impellitteri를 발매한다. 이 EP는 매우 에너지 넘치는 헤비 메탈 음악과 빠르고 화려한 기타솔로, 랍 록의 힘있는 보컬 퍼포먼스 등으로 평론가들에게 좋은 평가를 받았으며, 임펠리테리가 세계적으로 주목받게 만드는 계기가 되었다.
EP 발매 후 밴드의 라인업은 다시 짜여졌고, 이때 Rainbow, Michael Schenker Group, Alcatrazz 출신의 보컬리스트 그래험 보넷이 가입한다. 1988년에 발매된 첫번째 정규앨범 Stand in Line은 이 시대의 영향력있는 메탈 보컬리스트들에게 바치는 준 헌정앨범의 성격을 띄고 있었다. 타이틀 곡 "Stand in Line"의 뮤직비디오는 MTV에서는 꾸준히 방영되었으며, 크리스 임펠리테리는 MTV '헤드뱅어스 볼(Headbangers Ball)' 코너에 게스트로 출연했다. 또한 그래험 보넷은 Rainbow의 곡 'Since You've Been Gone'(원곡자는 Russ Ballard)을 다시 불렀으며, 주디 갈런드가 부른 'Over the Rainbow'를 연주곡으로 재해석한 'Somewhere Over The Rainbow'가 전세계적으로 크게 히트하였다. 앨범은 빌보드 앨범 차트 200위 안에 20주간 머물렀으며, 1988년 9월 3일에는 빌보드 앨범차트 91위에 랭크되었다. 그러나 임펠리테리는 'The Black EP(Impellitteri EP)'가 진짜 자신들의 스타일이며, 'Stand in Line'은 단지 과거의 전설적인 보컬리스트들에 대한 헌정앨범으로서만 기획된 것이 때문에 임펠리테리 고유의 메탈적인 음악이 아니라고 말했다.
미국 및 일본에서의 투어와 레이블간의 계약이 끝난 후 멤버들은 모두 뿔뿔히 흩어지게 되고, 한순간에 락스타가된 밴드의 리더인 크리스 임펠리테리 또한 방황의 길을 걷게 된다. 이후 임펠리테리는 일본의 빅터 엔터테인먼트사와 새로 계약을 맺었고 랍 록과 다시 함께하여 1992년에 'Grin And Bear It' 앨범을 발표한다. 이 앨범은 기존의 임펠리테리 앨범과 달리 펑키(Funky)한 요소를 지닌 하드락 형태를 채용하여 평론가와 음악팬들의 혹평을 받았다. 이듬해 1993년에는 EP Victim of the System을 발매하며 속주를 기반으로 하는 클래시컬 헤비 메탈로 다시 방향을 선회했다. 이 앨범은 메탈리카의 '블랙 앨범'에 어시스턴트 엔지니어로 참여했던 마이크 타치(Mike Tacci)가 프로듀싱을 맡았다. 1994년 말에는 세 번째 정규앨범 'Answer to the Master'를 발표하였으며, 앨범 발매 후 진행된 일본 투어에서 매진을 기록하였다.
1996년에는 앨범 'Screaming Symphony'를 발표했으며, 여기에는 유명한 연주곡인 "17th Century Chickin Pickin'"이 수록되어 있다. 앨범의 믹싱은 과거에 메탈리카와 오지 오스본 등의 프로듀서로서 높은 명성을 얻고있던 마이클 와그너(Michael Wagner)가 담당했다. 이듬해에는 다섯 번째 정규앨범 'Eye of the Hurricane', 2000년에는 Crunch를 각각 발표했다.
Crunch 앨범 발매 직후, 랍 록은 솔로 활동을 위해 밴드를 나갔고 임펠리테리는 다시 그래험 보넷을 재영입, 2002년에 'System X'를 발표했다. 또한 베스트 앨범 'The Very Best of Impellitteri: Faster Than the Speed of Light'도 같은 해에 발매되었다.
보넷과의 재결합은 단 한장의 앨범으로 마감되었으며, 이후 임펠리테리는 'Speak No Evil' 출신의 커티스 스켈턴을 새로운 보컬로 영입하여 2004년 여덟번째 정규 앨범 'Pedal to the Metal'을 발표했는데, 이때까지 임펠리테리가 보여준 음악들 중 가장 공격적인 모습이 드러난다. 리더 크리스 임펠리테리는 Pedal to the Metal 앨범은 70% 오리지널 임펠리테리 음악과 30%의 다른 음악적 색깔(Disturbed, Korn, In Flames, Soilwork 등과 같이 당시 유럽 메탈 신에서 인기를 얻고 있는 밴드)을 혼합한 '3세대 메탈 음악'이라고 밝혔다.
2008년 5월, 임펠리테리는 랍 록과 또다시 재결합했음을 밝히고, 'Good and Evil'이란 워킹 타이틀을 가진 새 앨범의 작업에 들어갔다. 이에 대한 결과물인 아홉번째 정규앨범 'Wicked Maiden'은 2009년 2월 25일 발매되었다. 이후 'Sweden Rock Festival 2009' 공연 및 일본 투어를 진행하였다.
2015년 3월 4일, 임펠리테리는 통상 열번째 정규앨범인 Venom을 발매했다. 앨범에는 Animetal USA에서 크리스 임펠리테리와 함께했던 Slayer, Testament, Anthrax 출신의 드러머 존 데트(Jon Dette)가 참여했다. 앨범 발매 후 같은해 5월 말에 총 3차례 일본 투어를 진행하였다. 이듬해인 2016년 7월 15일에는 독일 발링겐(Balingen)에서 열린 'BANG YOUR HEAD!!! 2016' 페스티벌에 참여했으며, 7월 17일에는 스페인 '산타 꼴로마 데 그라메넷(Santa Coloma de Gramenet)'에서 열린 'Rock Fest Barcelona 2016'에 참여했다. 또한 8월 27일에는 대한민국 부산에서 열린 '2016 부산 국제 락페스티벌'의 헤드라이너로 공연하였다.
2017년은 임펠리테리의 데뷔 EP Impellitteri가 발매 30주년이 되는 해이며, 크리스 임펠리테리는 30주년 기념 공연을 갖겠다고 하였다.

## 신앙
크리스쳔 메탈과의 연관성에 대해 임펠리테리는 그들이 크리스쳔 밴드라는 점에 대해 생각하고 있지 않다고 말했다. 랍 록은 인터뷰에서 이렇게 밝혔다.
| “ | 크리스와 나와 켄 메리는 모두 크리스쳔이지만, 다른 멤버인 제임스와 에드워드, 그리고 투어 드러머인 글렌은 모두 자신들이 크리스쳔이라고 선언해야할 필요가 없고, 그래서 우리는 크리스쳔 밴드가 아니다 | ” |
|   | — 랍 록, Frank Stöver. “ROB ROCK-1999 interview w/ "Take It" web-zine”. 2008년 8월 7일에 원본 문서에서 보존된 문서. 2008년 5월 13일에 확인함.                                                     |   |

## 음반 목록
| - Stand in Line (1988) - Grin and Bear It (1992) - Answer to the Master (1994) - Screaming Symphony (1996) - Eye of the Hurricane (1997) - Crunch (2000) - System X (2002) - Pedal to the Metal (2004) - Wicked Maiden (2009) - Venom (2015) - The Nature Of The Beast (2018) | - Impellitteri (1987) - Victim of the System (1993) - Fuel for the Fire (1997) - The Very Best of Impellitteri: Faster Than the Speed of Light (2002) |

## 같이 보기
- 크리스 임펠리테리
- 랍 록